# Teollisuuskatu
Teollisuuskatu est une rue du quartier de Vallila à Helsinki en Finlande,.

## Présentation
La rue est l'axe principal à plusieurs voies entre Pasila et Kalasatama.
Des immeubles résidentiels et des immeubles de bureaux ont été construits des deux côtés de la rue, et Puu-Vallila, entre autres, est situé du côté nord.
Au sud de la rue se trouvent les ateliers historiques de Pasila et le parc Dallapénpuisto. Une rampe relie Teollisuuskatu et Sturenkatu.
Le tunnel de Teollisuuskatu (fi), achevé en 2019 à l'extrémité ouest de la rue, passe sous la voie principale et relie Teollisuuskatu et Veturitie.

## Projets
La liaison entre Pasila et Kalasatama, nommée axe de Teollisuuskatu, a été inscrite dans le plan directeur d'Helsinki pour 2016 comme une zone d'opérations centrales.
Teollisuuskatu deviendra une nouvelle rue principale vivante, le « Consortium de l'emploi, des événements et de la culture »,.
Aucun nouveau logement n'est prévu le long de la rue.

## Transports publics
Selon le nouveau plan d'urbanisme connu sous le nom de Wall Street d'Helsinki, la rue pourrait être bordée de constructions supplémentaires, des pistes cyclables et une ligne de métro léger à construire sur son site propre, qui remplacerait la ligne principale 500.
Le tramway de Teollisuuskatu nécessiterait d'importants modifications d'infrastructure à la fois sur Teollisuuskatu et à la jonction des routes Junatie et Sörnäisten rantatie, mais s'il était mis en œuvre, il pourrait relier Pasila à Herttoniemi.

## Lieux et monuments
- Pasilan konepaja, 1903
- Harjun nuorisotalo, 1923
- Siège d'OP, 2015
- Siège de Nordea
- Siège du S-Ryhmä
- Tunnel de Teollisuuskatu (fi)
- Dallapénpuisto

## Galerie

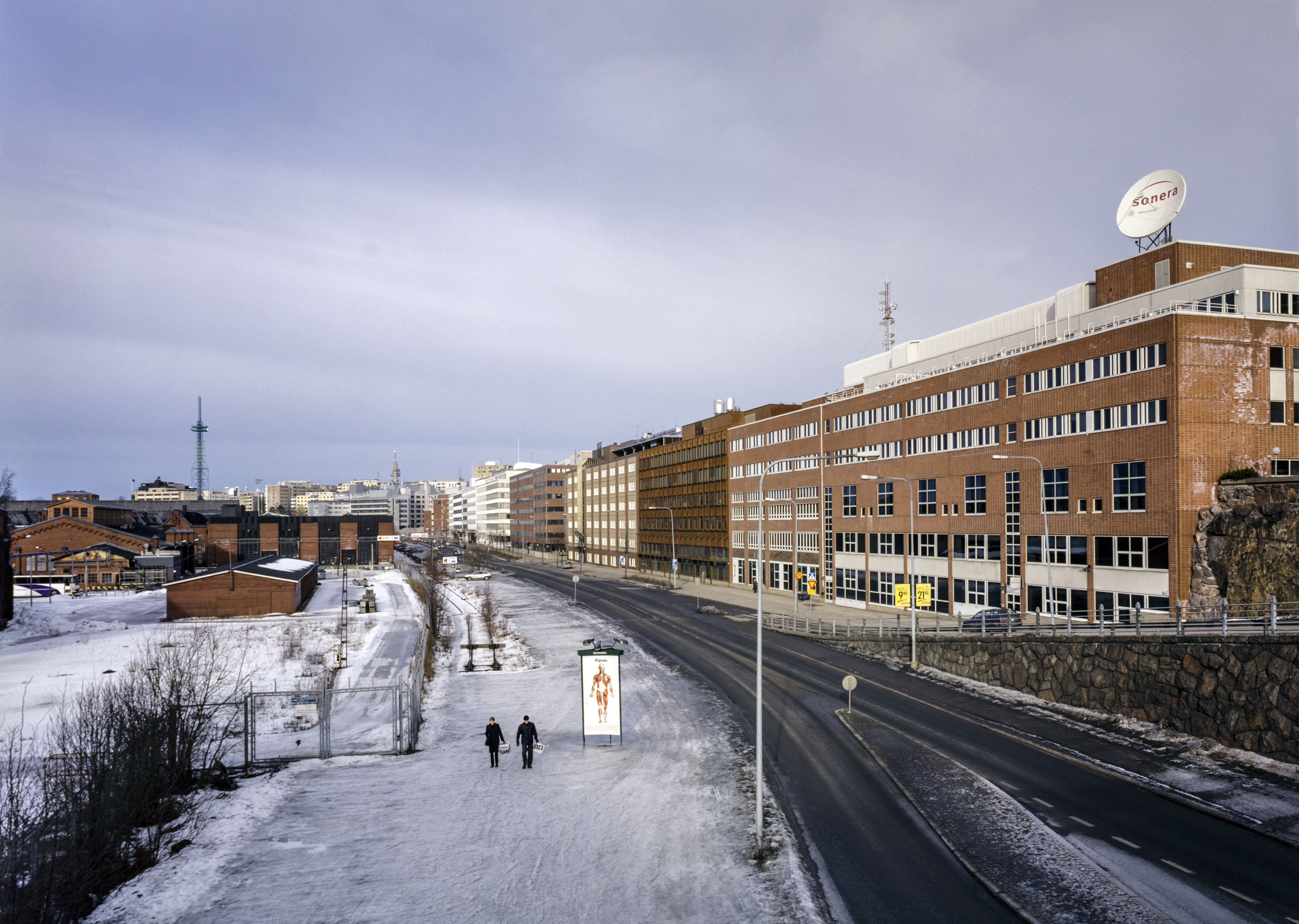
Teollisuuskatu 11, 15, 17, 19, 21.
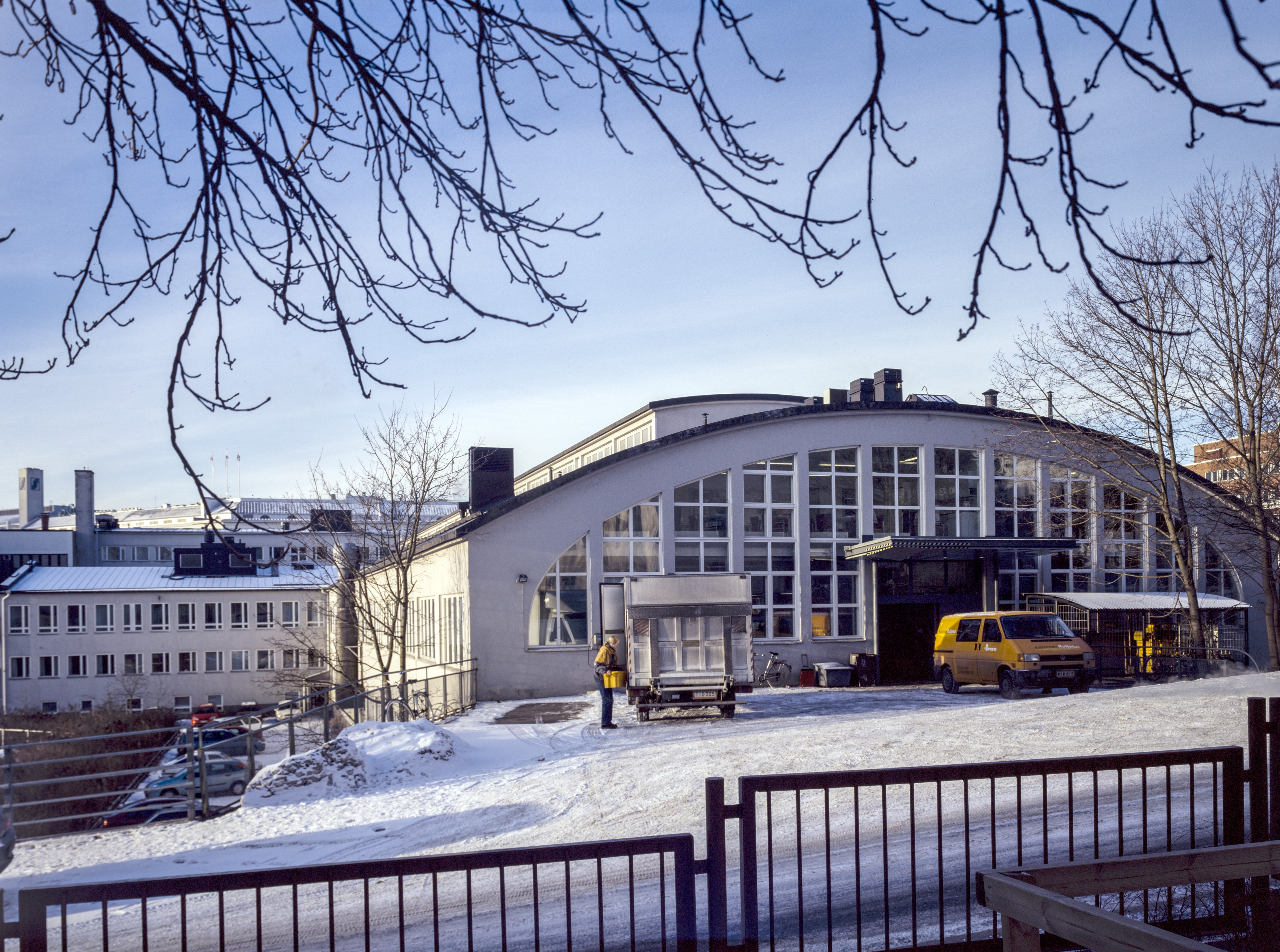
Teollisuuskatu 5.
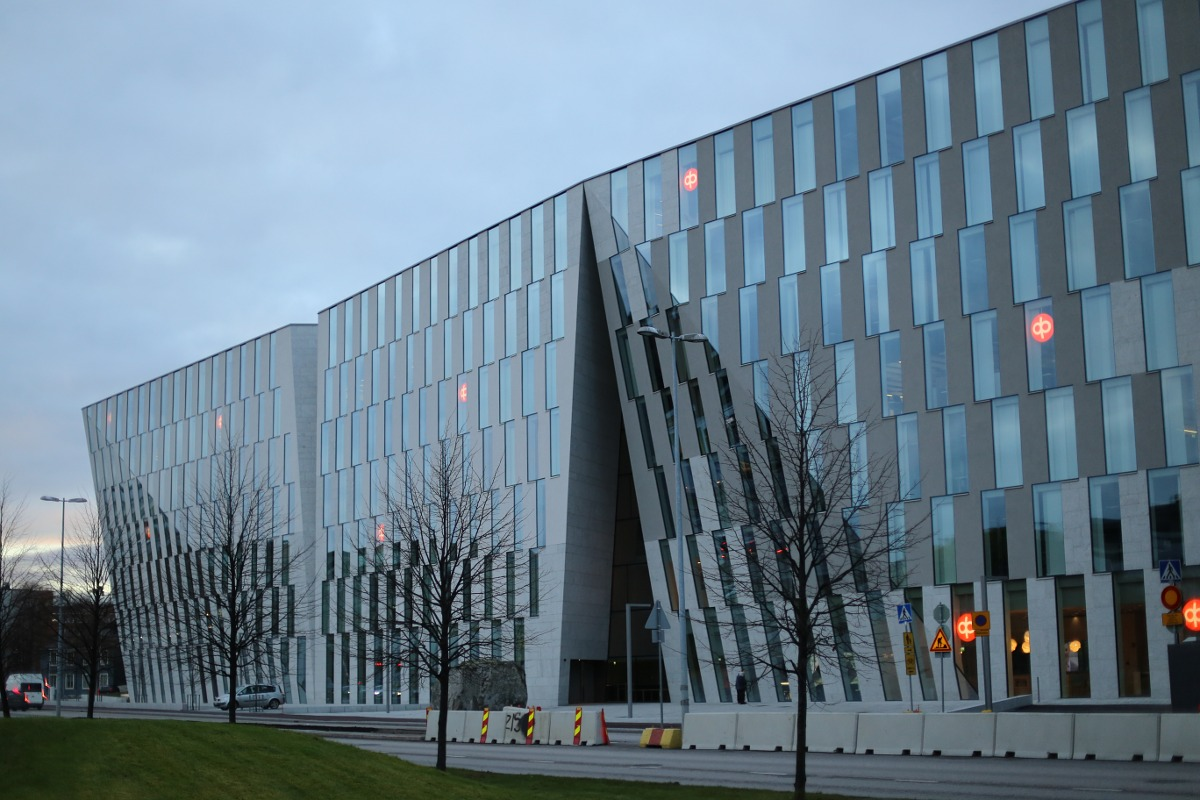
Siège d'OP
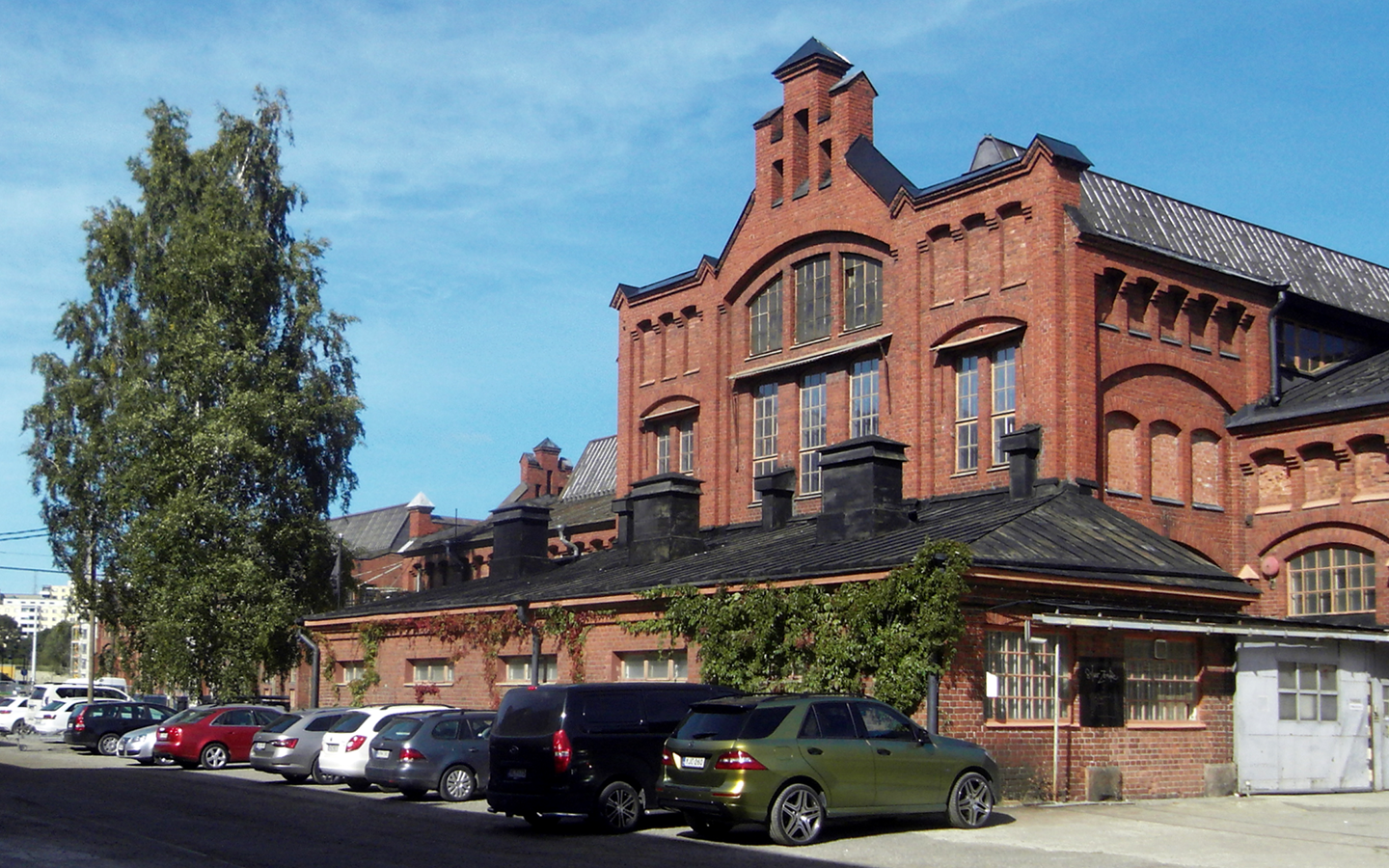
Pasilan konepaja.
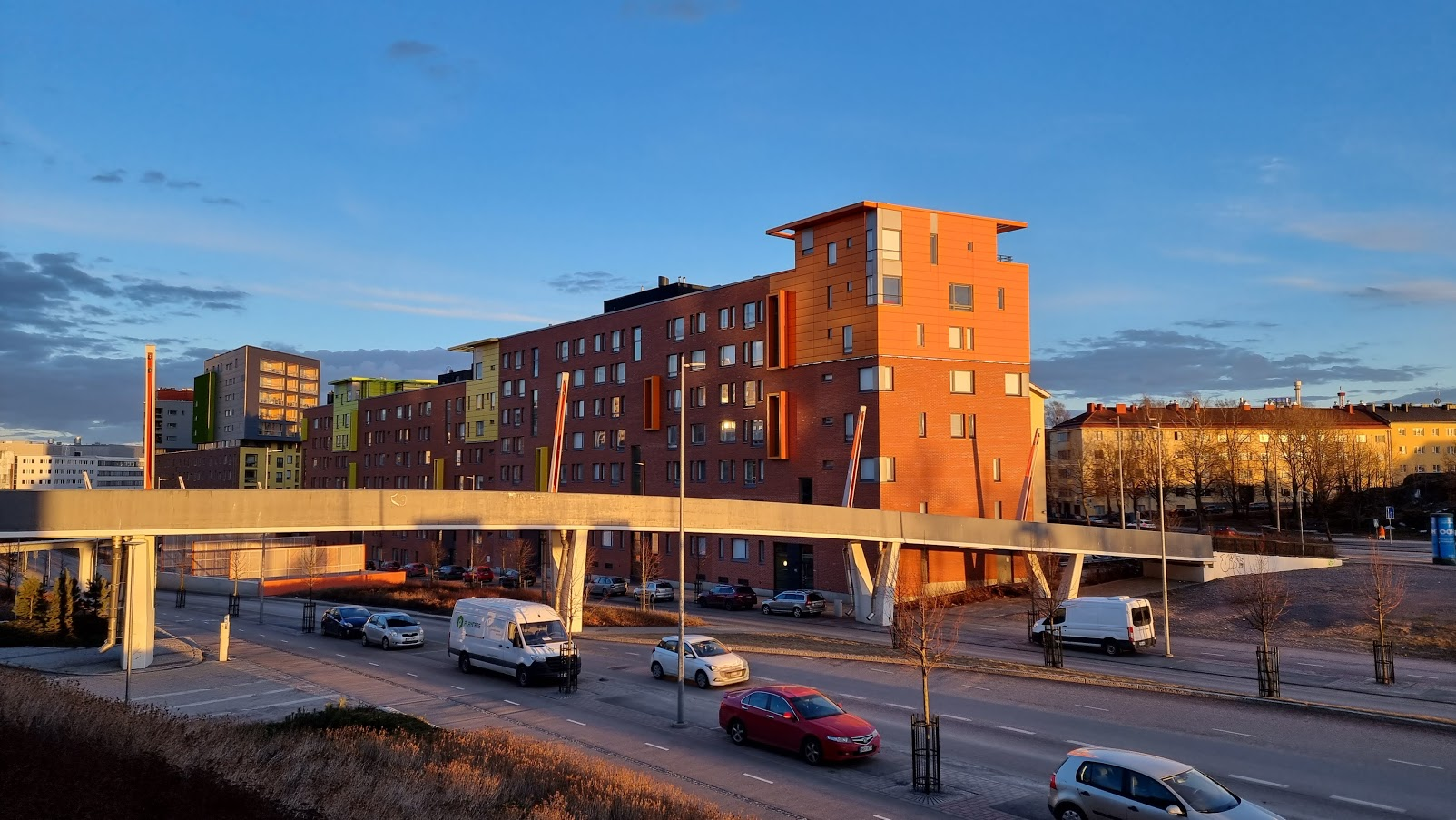
Pont Sähköttäjänsilta sur Teollisuuskatu.
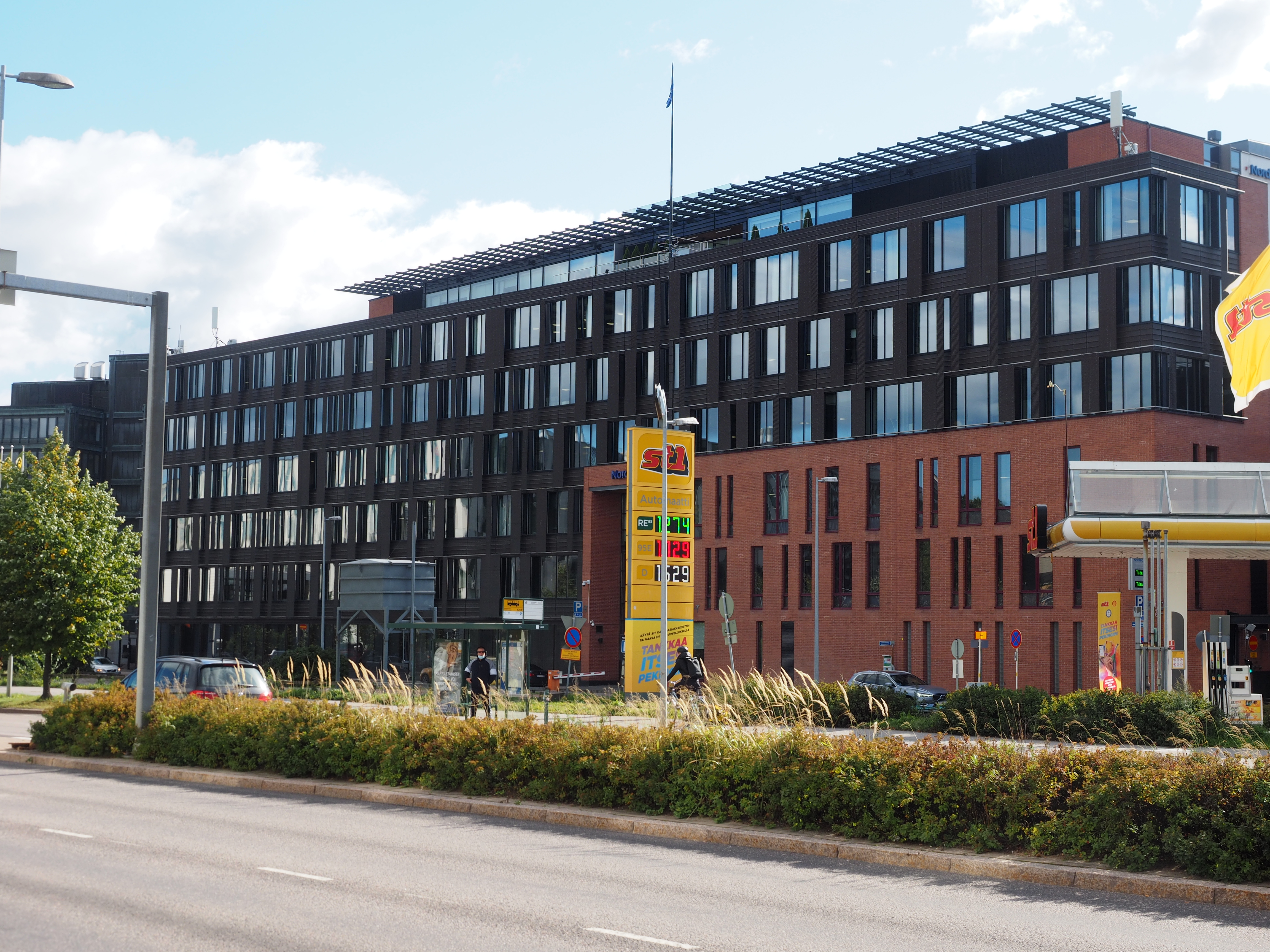
Siège de Nordea.
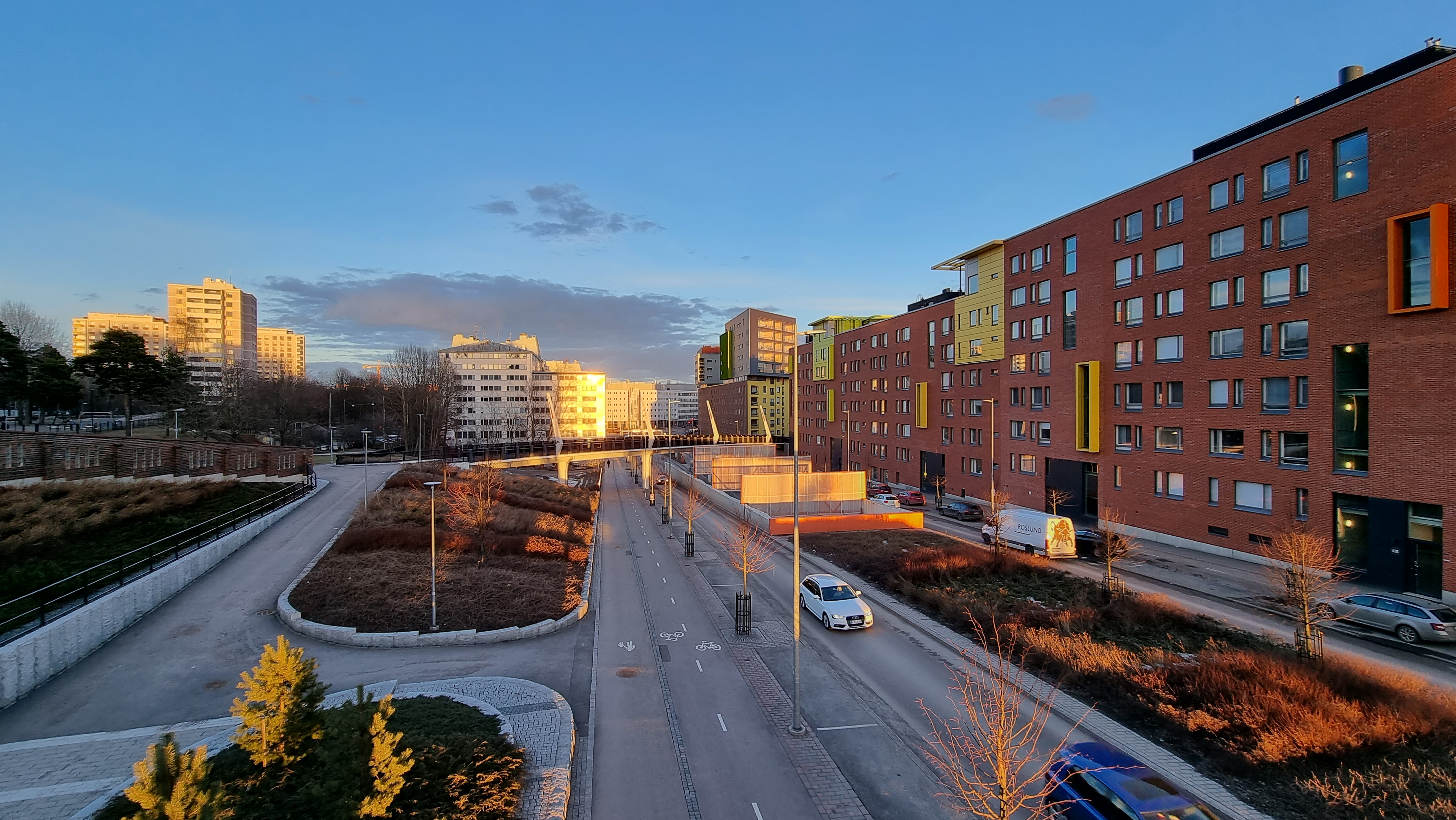
Teollisuuskatu vue de  Sähköttäjänsilta.
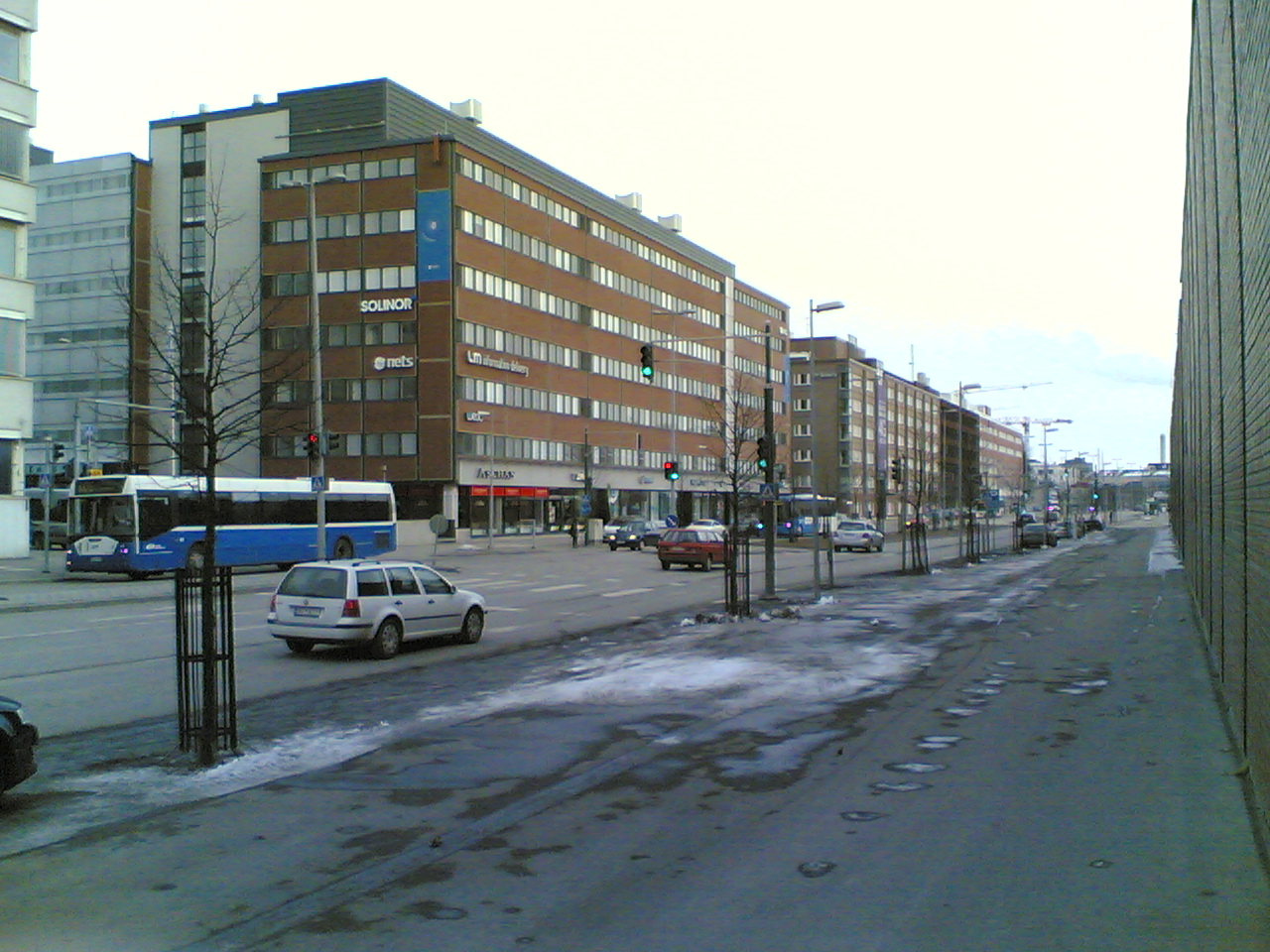
Teollisuuskatu.
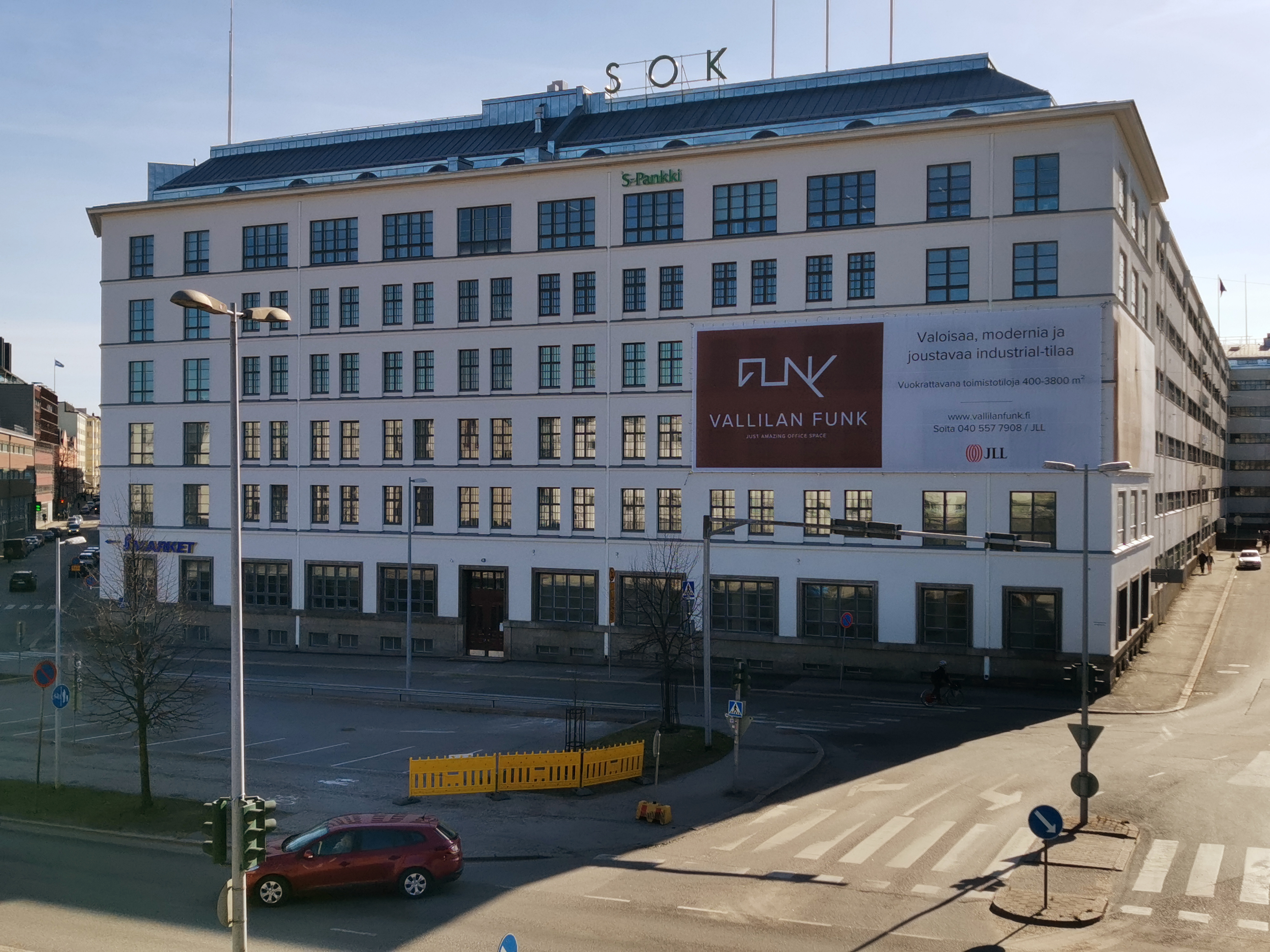
KOY.
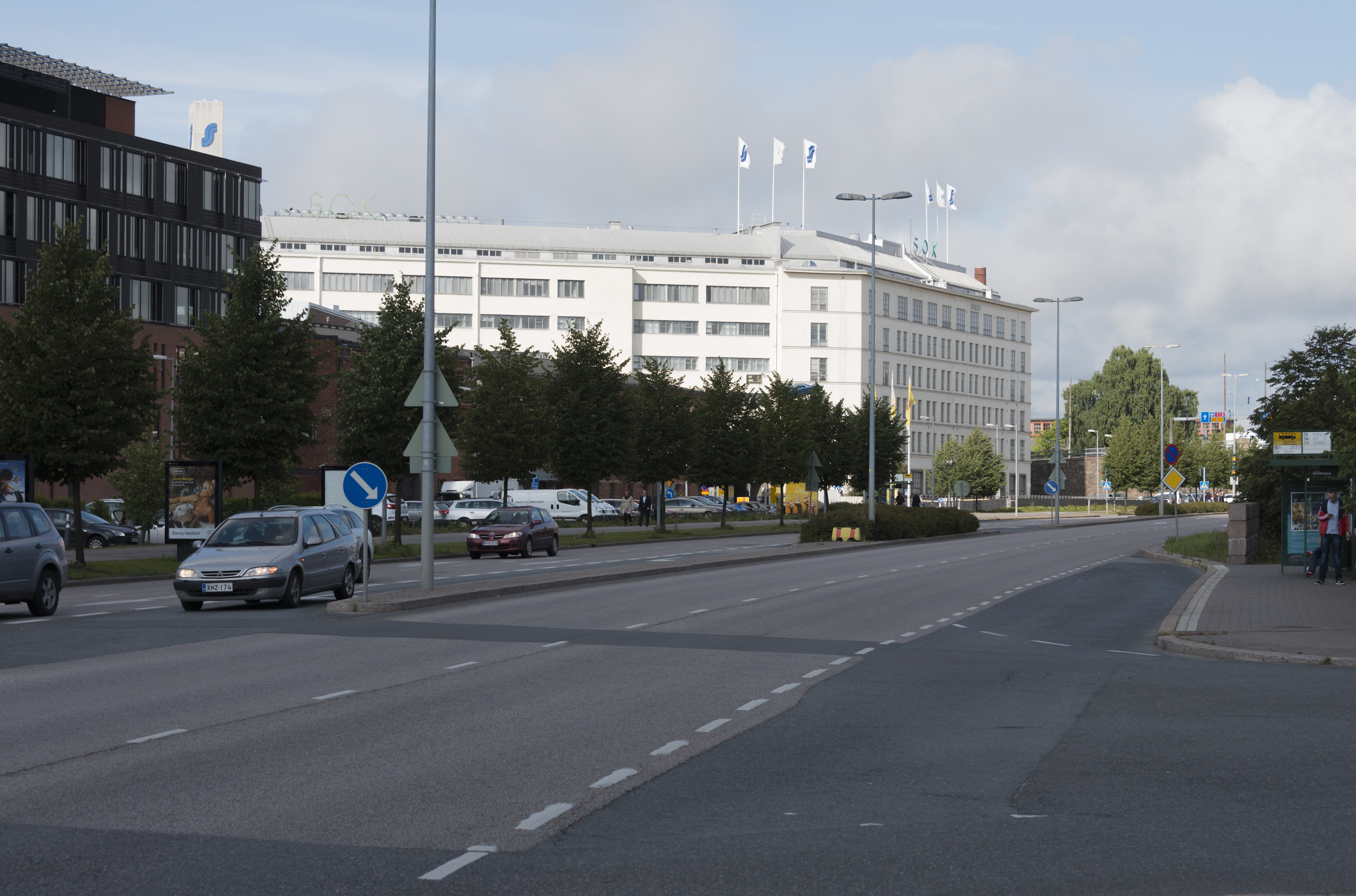
Teollisuuskatu et  Päijänteentie, Siège du S-Ryhmä.